# Mykoła Kołumbet
Mykoła Fedorowycz Kołumbet (ukr. Микола Федорович Колумбет, ros. Николай Федорович Колумбет, Nikołaj Fiodorowicz Kołumbiet, ur. 10 października 1933 w Horenyczach, zm. 22 lutego 2012 w Kijowie) – radziecki kolarz szosowy, olimpijczyk.

## Kariera
W 1956 roku wystąpił na igrzyskach olimpijskich w Melbourne, gdzie zajął 16. miejsce w wyścigu ze startu wspólnego, a w rywalizacji drużynowej zespół radziecki (Kołumbet, Anatolij Czerepowicz i Wiktor Kapitonow) został sklasyfikowany na 6. pozycji. W tym samym roku zajął 3. miejsce w klasyfikacji indywidualnej i 1. miejsce w klasyfikacji drużynowej w Wyścigu Pokoju. W Wyścigu Pokoju startował jeszcze w 1958 (29. miejsce indywidualnie) i w 1959 (38. miejsce indywidualnie), oba razy zwyciężając w klasyfikacji drużynowej.
Zajął 33. miejsce w wyścigu amatorów ze startu wspólnego na mistrzostwach świata w 1958 w Reims.
Jego brat Łeonid Kołumbet również był kolarzem, medalistą olimpijskim z 1960 i dwukrotnym medalistą mistrzostw świata w kolarstwie torowym.